# Gyūdon

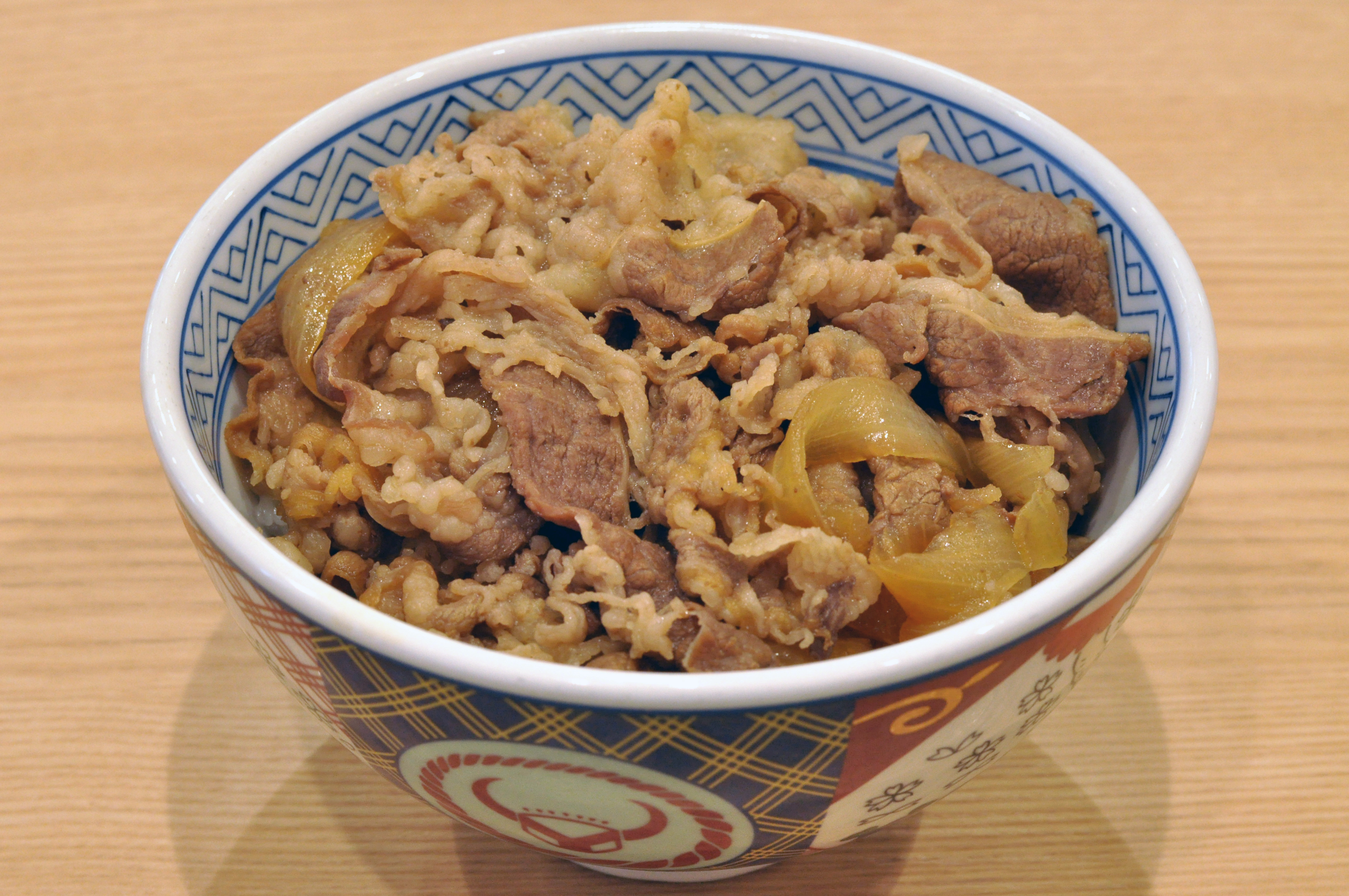
Gyūdon

Gyūdon (jap. 牛丼, dosł. miska wołowiny) – danie kuchni japońskiej, rodzaj wołowej potrawki z dodatkiem cebuli, duszonej w umiarkowanie słodkim sosie na bazie rybnego bulionu dashi, sosu sojowego i mirinu (słodkiego wina ryżowego), podawanej w misce na porcji ryżu. Często występuje z dodatkiem makaronu shirataki, a niekiedy również zalane surowym jajkiem. Potrawa popularna w obrębie Japonii, zazwyczaj serwowana razem z beni shōga (marynowanym imbirem), shichimi (mieszanka przypraw) i zupą miso. Słowo gyū w nazwie oznacza „krowa” lub „wołowina”, a don jest krótką formą donburi, co po japońsku znaczy „miska”.

## Historia

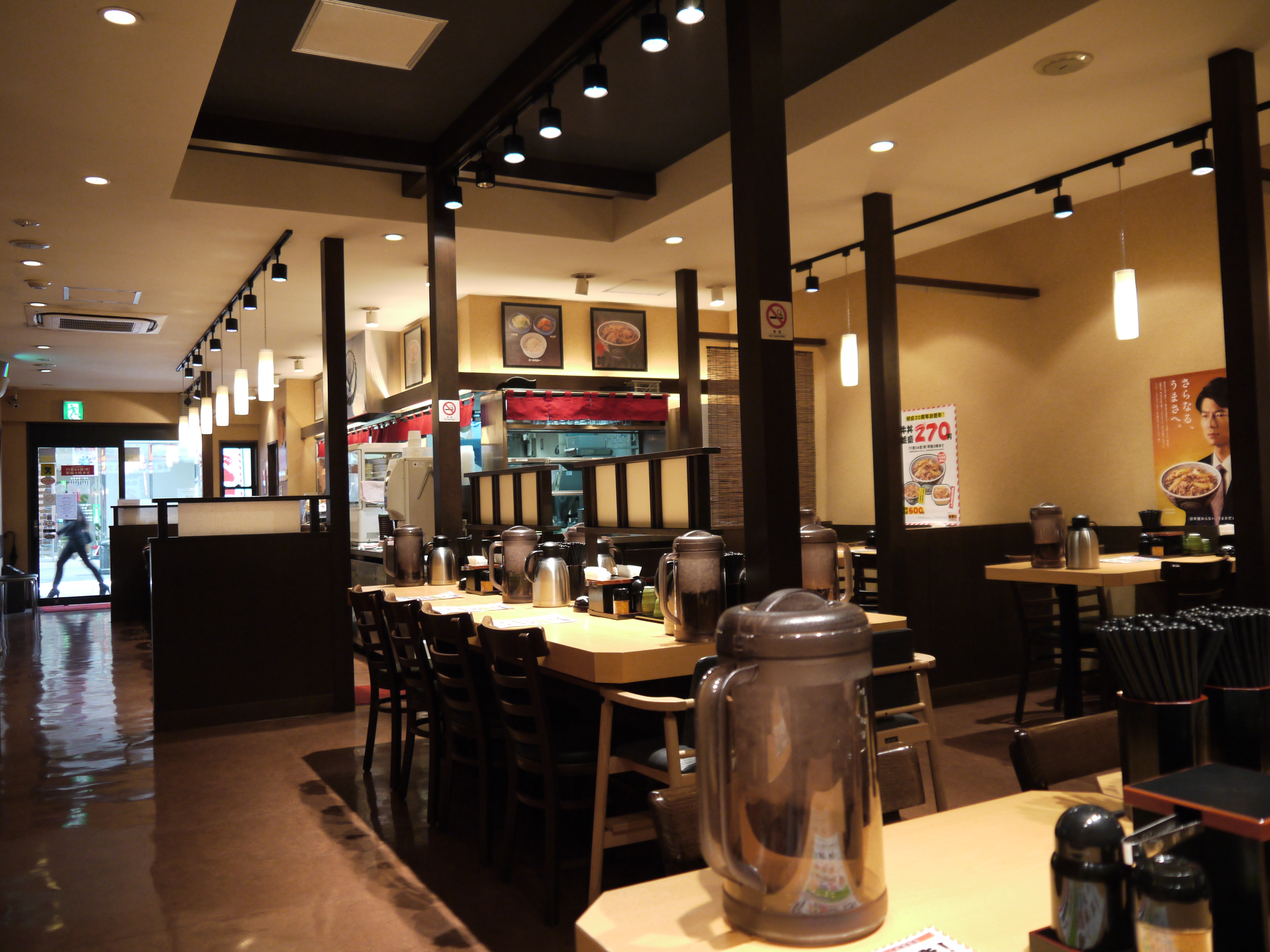
Bar Yoshinoya w mieście Kumamoto

Zachodnie zwyczaje, w tym także spożywanie wołowiny, zostały przyswojone i rozpowszechnione na terenie Japonii w związku z procesem westernizacji kraju pod hasłem bunmei-kaika („cywilizacja i oświecenie”) w czasie restauracji Meiji.
Przyjmuje się, że to właśnie wtedy powstało powszechnie dostępne danie obecnie uważane za pierwotną wersję obecnego gyūdonu.
Uważa się, że gyūdon to danie pokrewne sukiyaki-don, a także starodawnej potrawie gyūnabe, składającej się z cienkich plastrów wołowiny podgotowanych w garnczku z warzywami, ostatecznie podawanej w misce, na porcji ryżu.
W roku 1862 wariacja gyūnabe z regionu Kantō jako pierwsza wybiła się i zyskała popularność wśród konsumentów.
Czas gwałtownego wzrostu popularności dania przypada na okres od początków okresu Taishō (1912–1926) po wczesne lata okresu Shōwa (1926–1989). Do niepodważalnego sukcesu potrawy przyczyniła się niska cena wołowiny oraz ówczesna popularność dań sprzedawanych z typowych dla Japonii stoisk gastronomicznych (yatai) w miejscach takich, jak tokijska dzielnica Asakusa.
Pomimo że w niektórych wersjach gyūdonu można się doszukać śladów inspiracji tradycyjnym sukiyaki (w postaci dodatków takich jak konnyaku, pieczone tofu czy zielona cebulka), większość znanych restauracji podaje go w podstawowej wersji ze składnikami ograniczonymi do wołowiny z cebulą.

## Sprzedaż w barach szybkiej obsługi

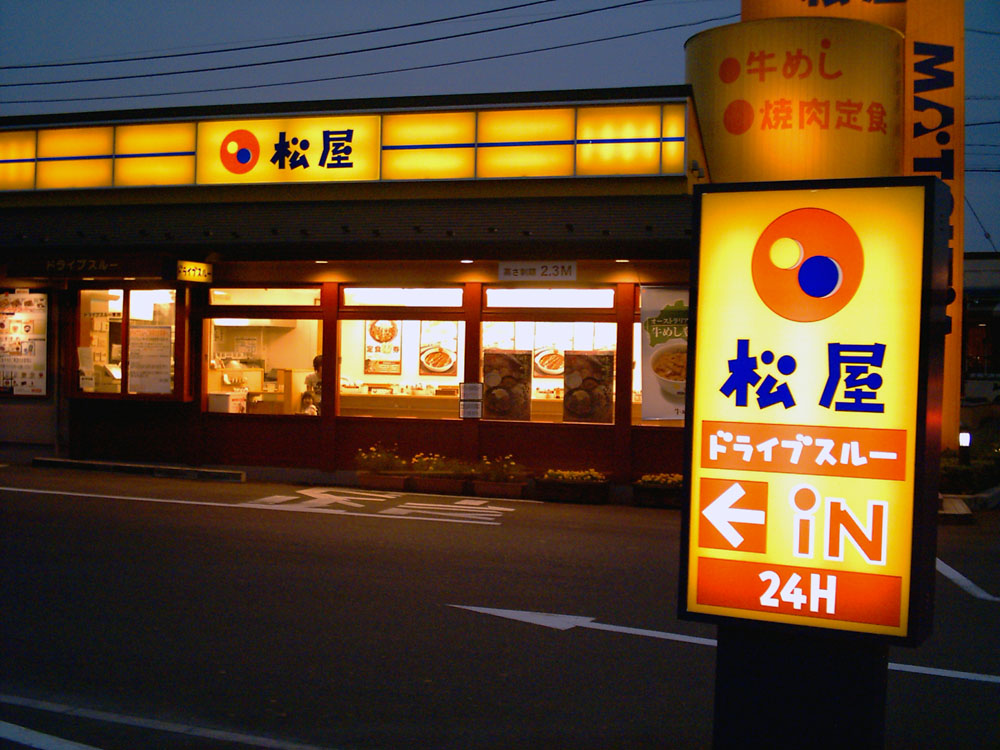
Matsuya to jedna z większych japońskich sieci restauracji specjalizująca się w gyūdonie

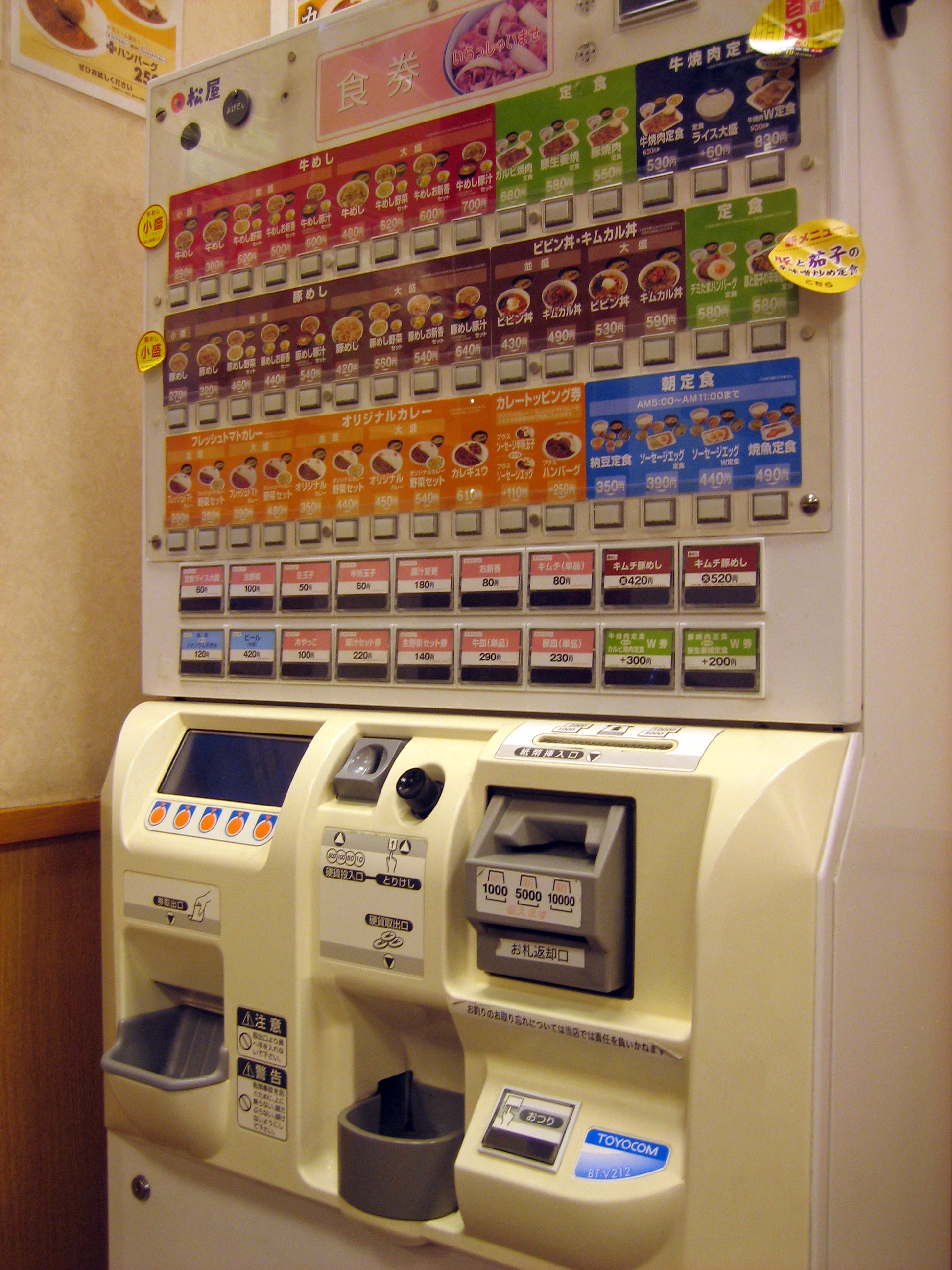
Automat do zakupu gyūdonu w restauracji Matsuya

Gyūdon można zjeść zarówno w japońskich restauracjach jak i w sieciach barów szybkiej obsługi specjalizujących się w tym daniu. Do największych sieci należą Yoshinoya i Sukiya, ale także Matsuya, gdzie gyūdon nazywany jest gyūmeshi (牛めし).
Niektóre sieciówki podają do posiłku zupę miso za dodatkową opłatą, ale większość z nich oferuje klientom w lokalu zupę gratis. Taką politykę przyjęła Matsuya, podczas gdy inne sieci, w tym także Sukiya, podają miso tylko jako część zestawu.

### Wymagania klientów
Niektóre restauracje umożliwiają klientowi sprecyzowanie, w jakiej formie życzy sobie otrzymać swój gyūdon, nie uiszczając przy tym żadnej dodatkowej opłaty. Służą do tego hasła takie jak tsuyudaku (pl. „dodatkowa porcja sosu tsuyu”), ale usługa ta ma pewno ograniczenia – można z niej skorzystać tylko jedząc posiłek w lokalu.
W odniesieniu do gyūdonu, tsuyudaku to będący częścią gwary zawodowej termin zawierający konkretne wskazówki co do przygotowania – należy wtedy podać gyūdon z dużą ilością tsuyu połączonego z sokami mięsnymi ze smażenia. Termin tsuyunuki pada, gdy klient zażyczy sobie mniej tsuyu niż zazwyczaj.
Funkcjonuje również hasło tsuyudakudaku, które jest prośbą o jeszcze więcej tsuyu, a także tsuyudakudakudaku („ociekający sosem”), którego klienci czasem używają, gdy zażyczą sobie wyjątkowo dużej porcji sosu.
Istnieje teoria według której daku to udźwięczniona forma taku, części słowa takusan („wiele, dużo”), która to, podwojona, tworzy onomatopeję (wyraz dźwiękonaśladowczy) odzwierciedlającą dźwięk kapania.
Sam termin tsuyudaku został wprowadzony przez pewnego japońskiego biznesmena, który rano, w drodze do pracy, mając na uwadze brak czasu, poprosił o mocno rozrzedzony gyūdon, aby mógł go szybciej zjeść. Stało się to tak popularne, że hasło tsuyudaku, rozpowszechnione przez właścicieli restauracji, szybko weszło w użycie w innych barach serwujących gyūdon.

## Zakaz importu wołowiny
11 lutego 2004, w konsekwencji zakazu importu wołowiny ze Stanów Zjednoczonych oraz strachu przed chorobą wściekłych krów, Yoshinoya i konkurencyjne sieci gastronomiczne wstrzymały sprzedaż gyūdonu w Japonii. W Yoshinoyi przekształcono menu i zaczęto podawać podobne danie o nazwie butadon (豚丼), w którym wołowinę zastąpiono wieprzowiną. Sukiya, choć nie zrezygnowała ze sprzedaży gyūdonu (wołowinę sprowadzano z Australii), dodała do menu danie zwane tondon, będące ekwiwalentem dania z Yoshinoyi (zarówno słowo buta, jak i ton zapisuje się tym samym kanji 豚 i oba znaczą „świnia”. Patrz: tonkatsu).
Na początku maja 2005 parlament przegłosował wznowienie importu wołowiny ze Stanów Zjednoczonych, ale w styczniu 2006 zakaz został przywrócony. Decyzja zapadła po tym, jak w pierwszej partii importowanego mięsa wykryto dostrzegalne ilości zakazanego nerwu rdzeniowego. Ostatecznie zakaz zniesiono we wrześniu 2006.

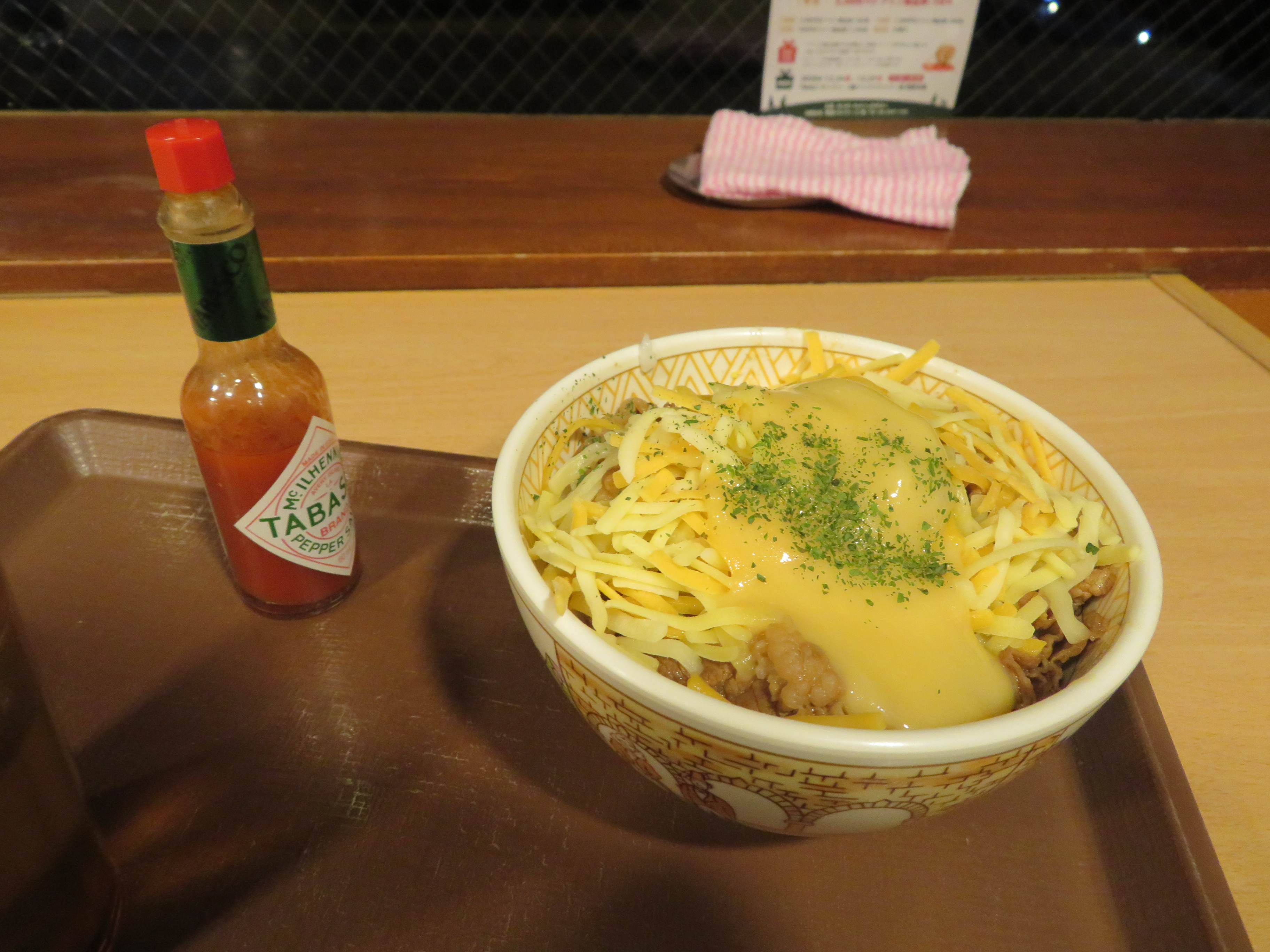
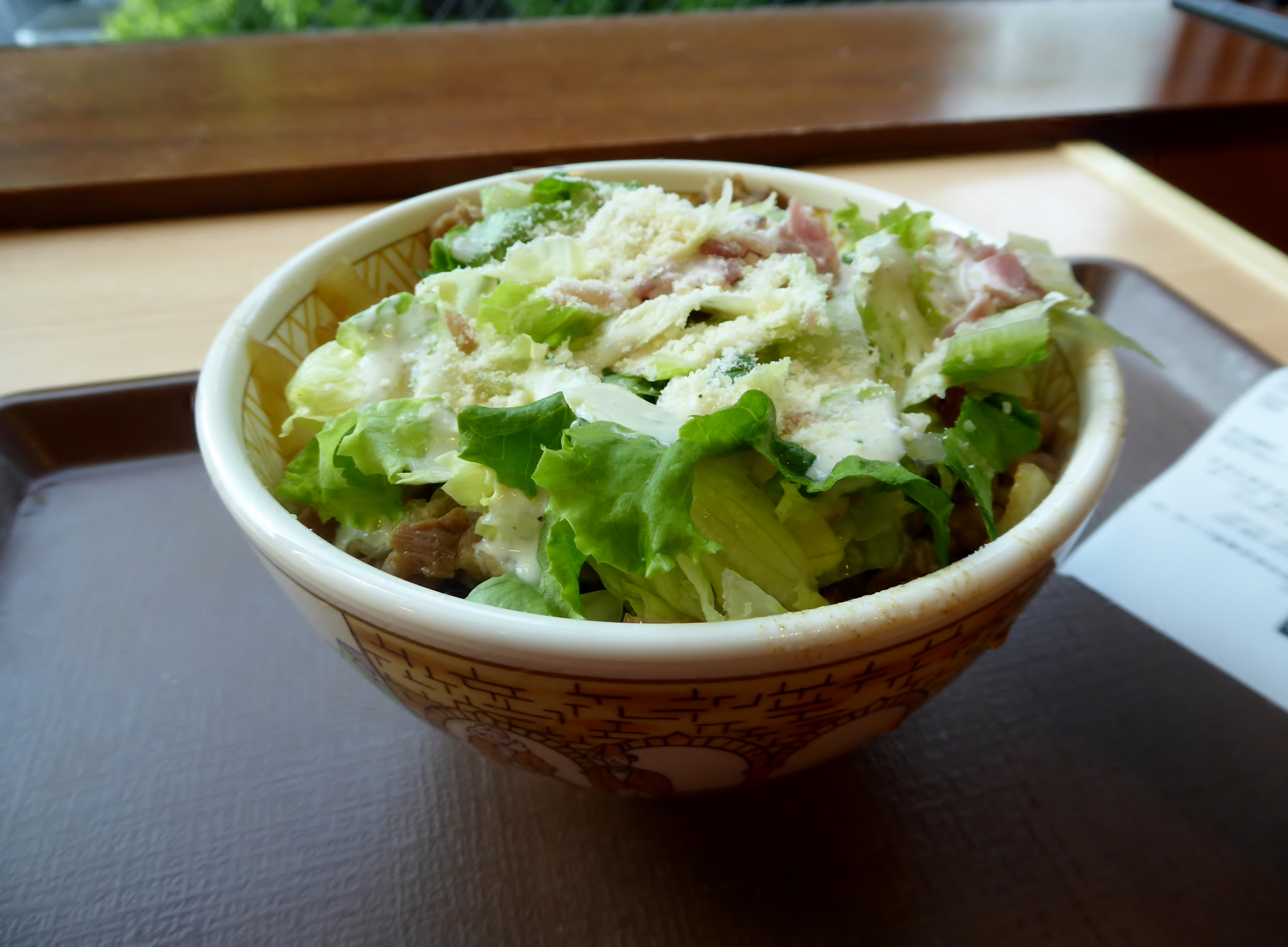
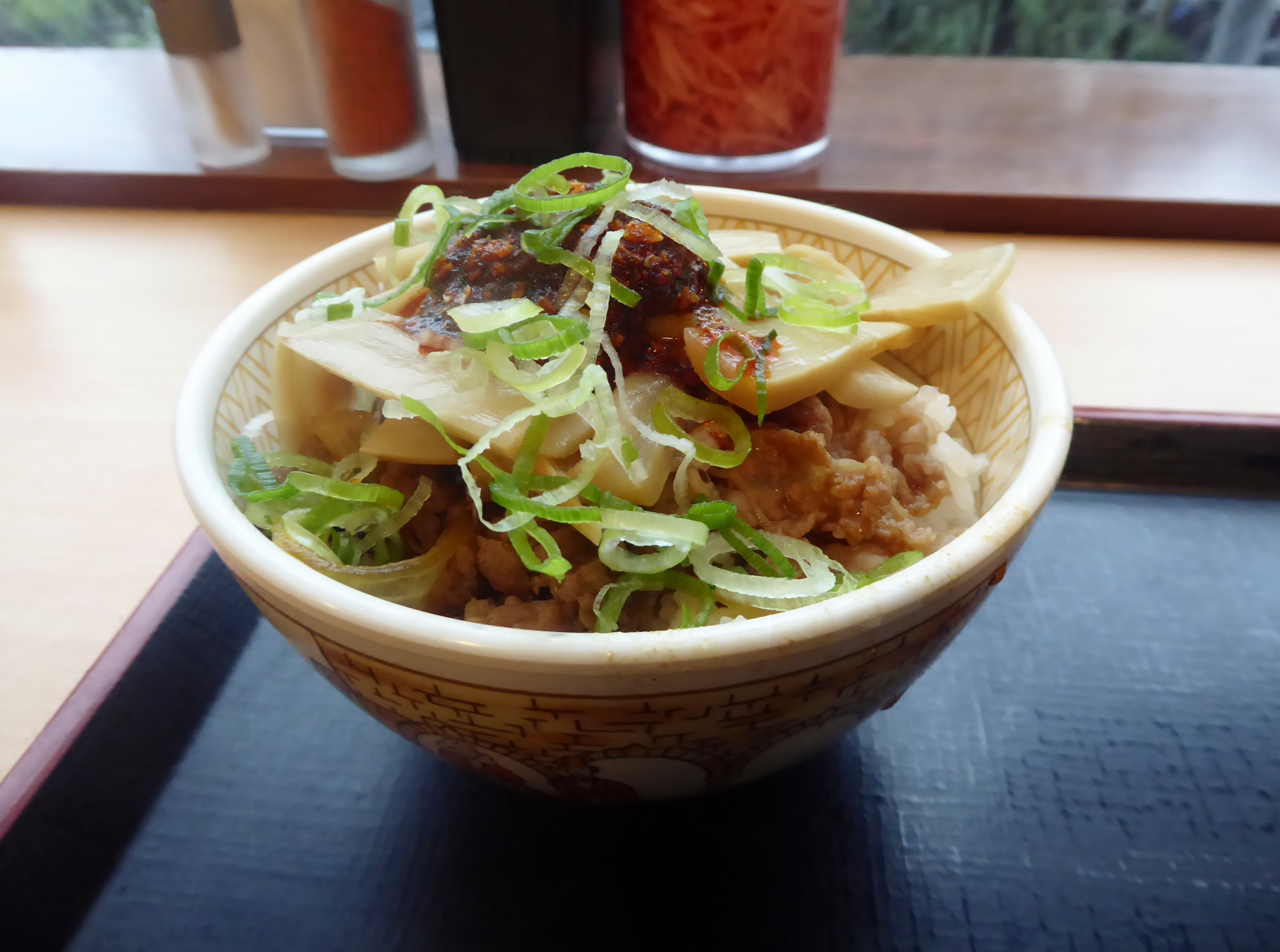
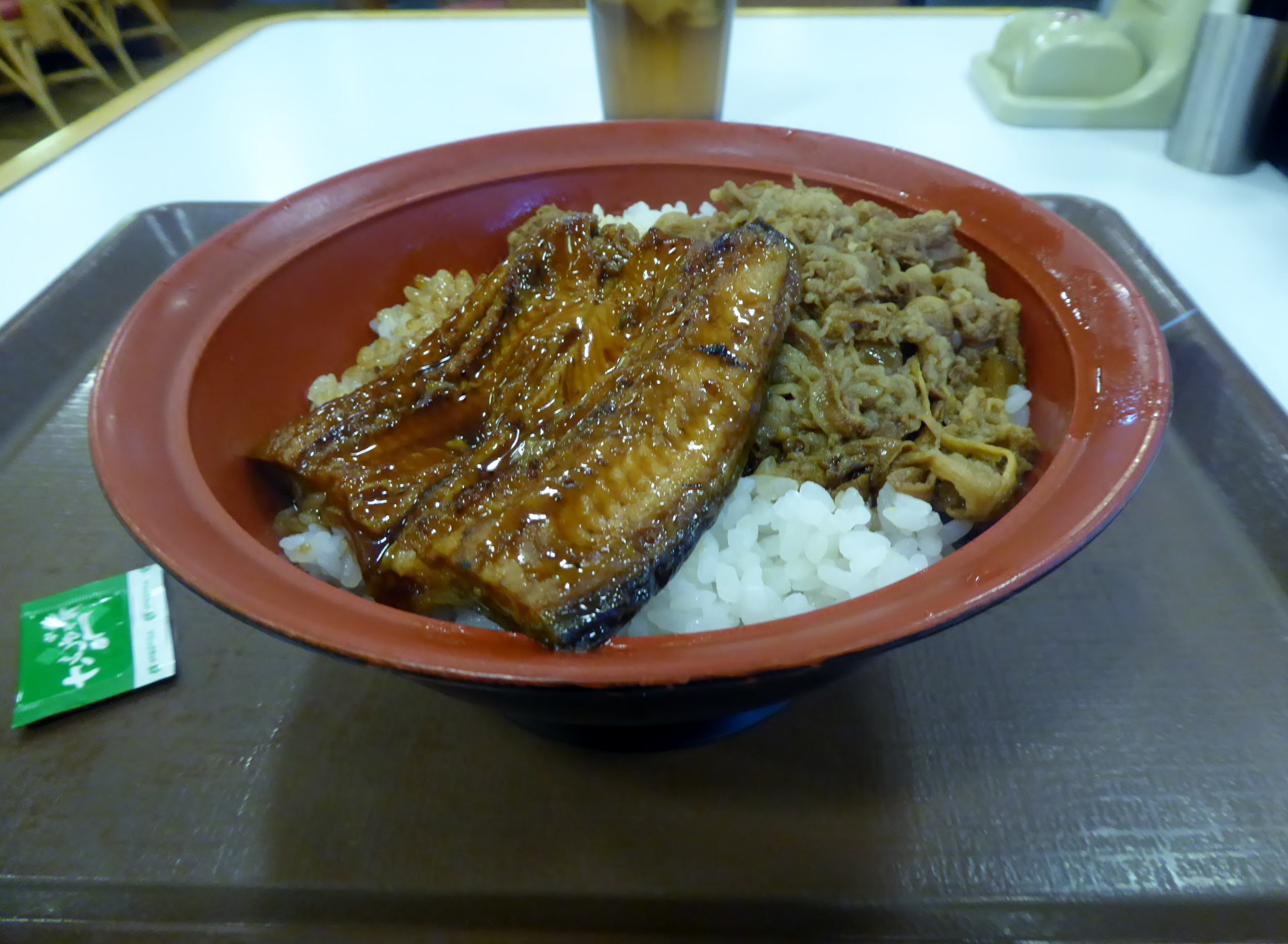
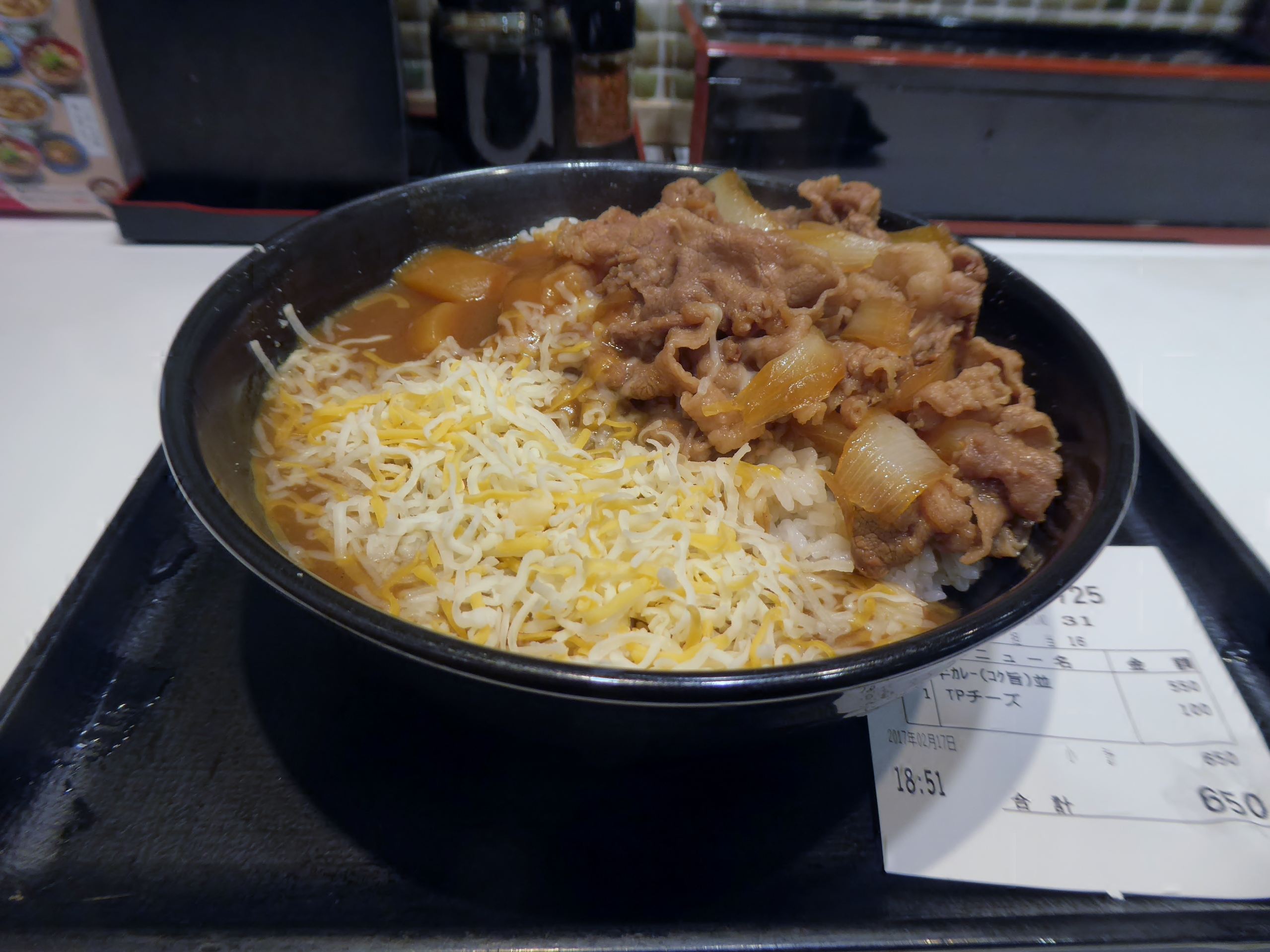
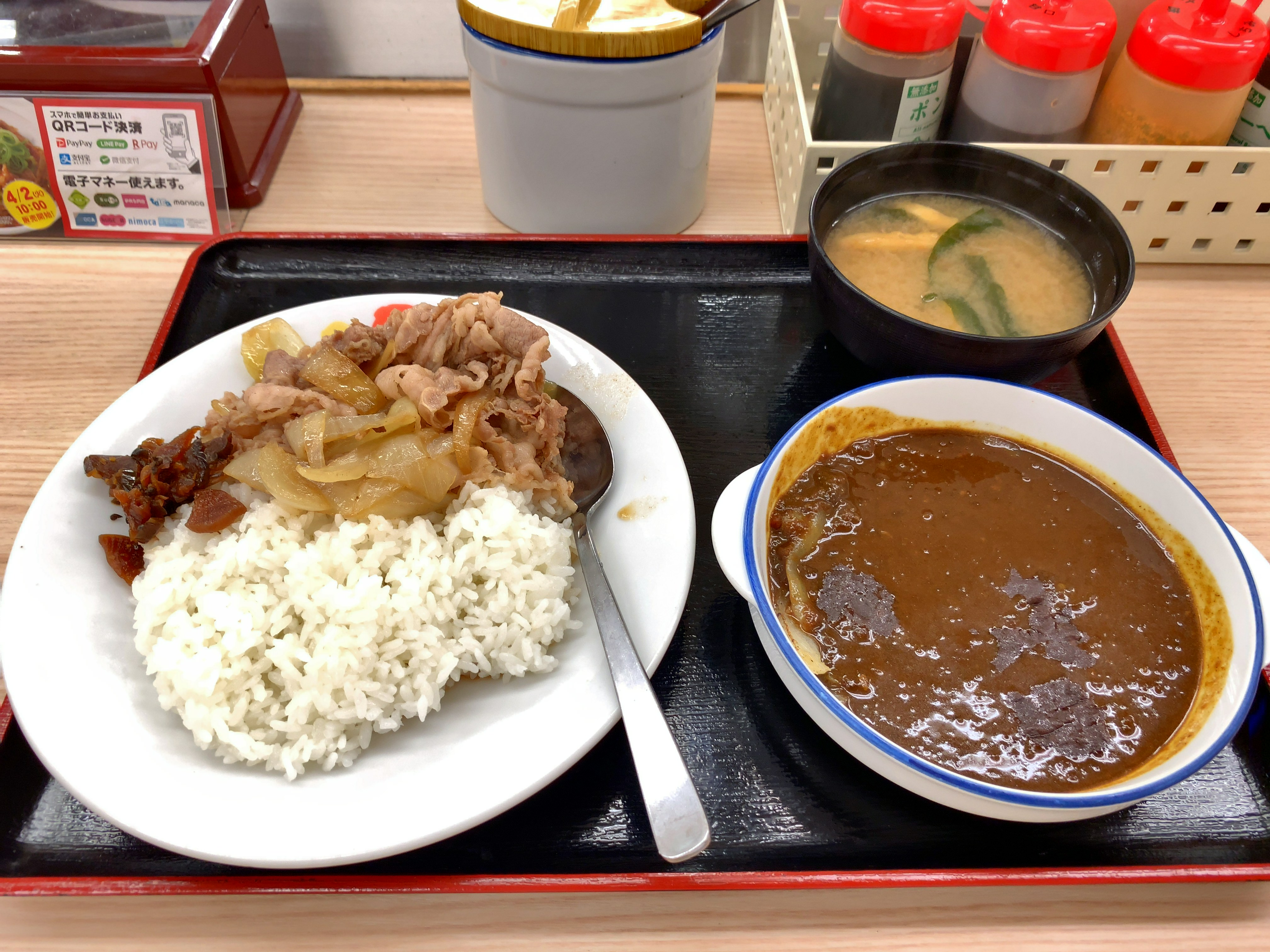